# Norberto Safioti
Norberto Roque Safioti (Araçatuba, 22 aprile 1943 – Araçatuba, 23 aprile 2013) è stato un calciatore brasiliano, di ruolo attaccante.

## Biografia
Lasciato il calcio, divenne capo della polizia ad Araçatuba.
Si sposò con Maria Regina Ribeiro, da cui ebbe due figli: Guilherme e Ana Paula.

## Carriera
Norberto Safioti inizia a giocare nel San Paolo Araçatuba, squadra della sua città natale Araçatuba, per poi passare al Botafogo-SP.
Nel 1962, grazie alle buone prestazioni con il Botafogo, viene ingaggiato dal Palmeiras, con cui giocherà sino all'anno seguente, quando verrà prestato al São Bento.
Nel 1965 viene prestato dal Bragantino, con cui vince il Primeira Divisão 1965. L'anno seguente torna al Palmeiras, per poi lasciarlo per tornare nella città natale per occuparsi del padre malato.
Ristabilitosi il padre, accettò l'offerta del Bangu, con cui vince il Campionato Carioca 1966.
Nell'estate 1967 con il Bangu disputò il campionato nordamericano organizzato dalla United Soccer Association: accadde infatti che tale campionato fu disputato da formazioni europee e sudamericane per conto delle franchigie ufficialmente iscritte al campionato, che per ragioni di tempo non avevano potuto allestire le proprie squadre. Il Bangu rappresentò gli Houston Stars, che concluse la Western Division al quarto posto finale.

## Palmarès

### Competizioni statali
- Primeira Divisão: 1

Bragantino: 1965
- Campionato Carioca: 1

Bangu: 1966